# レッドライン (映画)
『レッドライン』（Redline）は、2007年のアメリカ映画。監督アンディ・チェン。カーアクション映画である。

## あらすじ
レーサーだった父親が事故で死亡したことがきっかけで、ナターシャはレースの世界を拒み、歌手を目指していた。ある日、違法な賭博レースが大好きな金持ちインフェイマスが、ナターシャの運転の才能に目をつけ、ナターシャをラスベガスへ案内した。
歌手としてステージを楽しんだ彼女に、インフェイマスは代価として違法レースへの参加を求めた。
しぶしぶ参加したナターシャだったが、彼女の運転テクニックはほかの参加者たちのハートに火をつけた。
そんな中、ナターシャは、賭博レースで弟を失ったカルロと出会い、レースを復讐の場にすることを決めた。

## キャスト
役名、俳優、日本語吹替。
- ナターシャ・マーティン - ナディア・ビョーリン（松本梨香）
- カルロ - ネイサン・フィリップス（森川智之）
- インフェイマス - エディ・グリフィン（楠大典）
- マイケル・ドラジオ - アンガス・マクファーデン（石住昭彦）
- ジェリー・ブレッキン - ティム・マシスン（佐藤祐四）
- ジェイソン - ジェシー・ジョンソン（英語版）
- マーカス・チェン - ミヒャエル・ハギワラ
- サリー・マーティン - バーバラ・ニーヴン

その他日本語吹き替え
岡野浩介、沢田敏子、仲野裕、星野充昭、遠藤純一、高橋研二、石上裕一、御園行洋、河野裕、加納千秋、嶋村侑、かぬか光明、武田華、遠藤大輔、榊原奈緒子、原田晃、たなか久美、三浦潤也

## スタッフ
- 監督：アンディ・チェン
- 製作：ダニエル・サデク
- 脚本：ロバート・フォアマン
- 撮影：ビル・バトラー
- 音楽：イーアン・ハニーマン、アンドリュー・レイハー
- 配給：プレシディオ